# Lovell Stanhope
Pour les articles homonymes, voir Stanhope.
Lovell Stanhope (1720-1783) est un avocat, administrateur et homme politique britannique qui siège à la Chambre des communes entre 1774 et 1783.

## Biographie

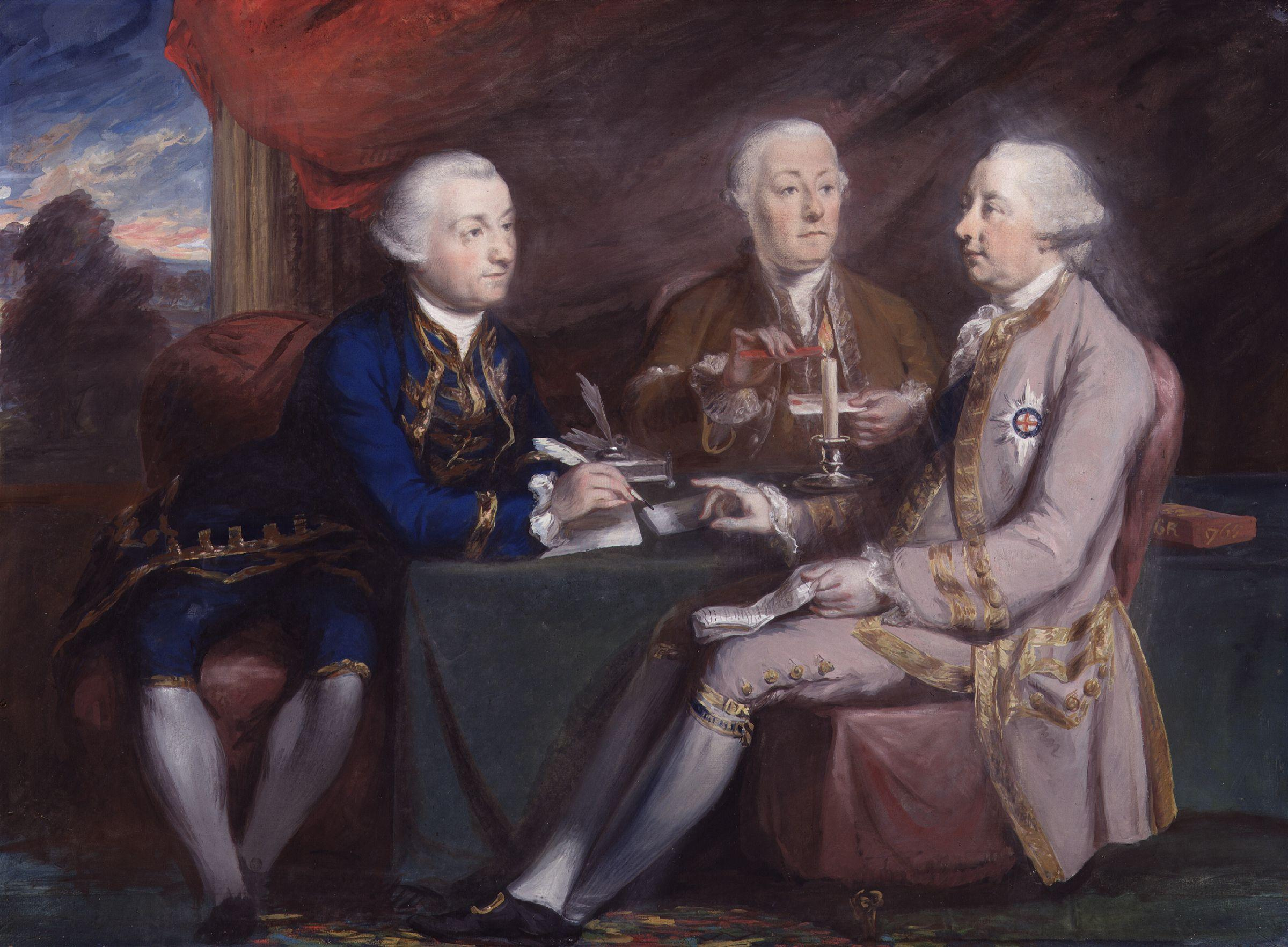
Lord Halifax et ses secrétaires

Il est le quatrième fils du révérend Michael Stanhope et de son épouse Penelope Lovell, fille de Sir Salathiel Lovell (en) et est baptisé le 12 décembre 1720. Son père est chanoine de Windsor et est un lointain cousin de Philip Stanhope (4e comte de Chesterfield). Il est admis au Lincoln's Inn en 1743 et appelé au barreau en 1747. 
Lord Chesterfield le fait entrer dans le bureau du secrétaire d'État en tant que légiste en 1747, poste qu'il occupe jusqu'en 1774. De 1757 à 1763, Stanhope est agent de la Jamaïque et il devient huissier de la Reine en 1761. Lord Halifax le nomme sous-secrétaire d’État en 1764, mais il démissionne en 1765 lorsque le duc de Grafton lui demande de rester à son poste à plein temps. Lord Halifax le reconduit dans ses fonctions de sous-secrétaire en janvier 1771, mais prend sa retraite en mars avec une pension . 
À l'élection générale de 1774, après avoir démissionné de son poste de secrétaire, Stanhope est élu sans opposition en tant que député de Winchester sous le patronage du duc de Chandos. Il est réélu sans opposition pour Winchester à l'élection générale de 1780. En 1780, il est nommé greffier du drap vert . 
Stanhope est décédé célibataire le 19 septembre 1783 . 